# Aden-Alexandre Houssein
Aden-Alexandre Houssein (28 de marzo de 1998) es un deportista yibutiano que compite en judo.
Ganó dos medallas de bronce en los Juegos Panafricanos, en los años 2019 y 2023, y dos medallas de bronce en el Campeonato Africano de Judo, en los años 2019 y 2020.

## Palmarés internacional
| Juegos Panafricanos | Juegos Panafricanos         | Juegos Panafricanos | Juegos Panafricanos |
| Año                 | Lugar                       | Medalla             | Categoría           |
| ------------------- | --------------------------- | ------------------- | ------------------- |
| 2019                | Rabat (Marruecos)           | Medalla de bronce   | –73 kg              |
| 2023                | Acra (Ghana)                | Medalla de bronce   | –73 kg              |
| Campeonato Africano |                             |                     |                     |
| Año                 | Lugar                       | Medalla             | Categoría           |
| 2019                | Ciudad del Cabo (Sudáfrica) | Medalla de bronce   | –73 kg              |
| 2020                | Antananarivo (Madagascar)   | Medalla de bronce   | –73 kg              |